# Fluisterbus
De fluisterbus, ook wel Whisperbus, is een busprototype die aangedreven wordt door een combinatie van dieselmotoren en elektromotoren. De busserie is ontwikkeld in Nederland. De Whisperbussen (een aangepaste versie van de Volvo 7700) hebben proefgereden bij achtereenvolgens Connexxion, Veolia Transport en Syntus in Apeldoorn. Er zijn ook nog Whispers gemaakt op basis van de VDL Berkhof Ambassador en VDL Citea.
De Whisperbussen zijn stadsbussen waarin de normale motor vervangen is door een dieselgenerator van 45 kilowatt en een serie van 28 lithiumbatterijen met ieder een capaciteit van 100 ampère-uur. De generator en batterijmatrix drijven op hun beurt weer een tweetal elekromotoren aan, die ieder een achterwiel van de bus aandrijven. De naafmotor wordt in de wielen geplaatst zodat er sprake is van directe elektrische aandrijving. 
De Whisperbussen kunnen, door hun diesel-hybride aandrijving, gebruikmaken van verschillende maatregelen om energie te besparen en het milieu te ontlasten. Om te beginnen kunnen de herlaadbare lithiumbatterijen geladen worden met groene stroom in plaats van grijze stroom. Daarmee is het een plug-inhybride voertuig. Ten tweede zijn de elektromotoren voorzien van terugkoppeling, zodat ze tijdens het remmen kunnen dienen als generatoren om de batterijen bij te laden.
De verwachting is dat, als resultaat van de nieuwe aandrijving, de Whisperbussen gemiddeld 66% minder brandstof zullen verbruiken dan vergelijkbare dieselbussen (wat neer moet komen op een besparing van 25.000 tot 30.000 liter op jaarbasis). Daarnaast is de verwachte CO2-uitstoot van de bus lager en zal hij ook minder geluid produceren dan een pure dieselbus.
Het ingenieursbureau e-Traction, de producent van het aandrijfsysteem, gaat motoren leveren aan Zuid-Korea voor tweeduizend fluisterbussen. In Apeldoorn heeft tot 3 maart 2010 vervoerbedrijf Veolia twee fluisterbussen en in 2010 gingen de RET in Rotterdam ook met twee fluisterbussen rijden. 
In 2016 is het bedrijf e-Traction overgenomen door een Chinees bedrijf dat een fabriek gaat bouwen in China om het product in grote aantallen te produceren.